# 386 pr. n. št.

## Dogodki
- konec korintske vojne z antialkidovim mirom.

## Rojstva
- Mitridat II. Kioški, vladar Kiosa († okoli 302 pr. n. št.)

## Smrti
- Aristofan, grški komediograf (*446 pr. n. št.)